# کیومرث کرده
کیومرث کرده (زادهٔ ۵ اسفند ۱۳۴۱ در تهران) گزارشگر ورزشی و مربی پیشین والیبال اهل ایران است.
کرده در ابتدا به عنوان معلم ورزش فعالیت می‌کرد و از سال ۱۳۷۷ کار خود را در صدا و سیما آغاز نمود.کرده در خانواده‌ای ورزشی پرورش یافت و پدرش ورزشکار پرورش اندام و برادرانش بازیکن تیم‌های والیبال رده‌های مختلف سنی باشگاه تاج تهران بوده‌اند.
کیومرث کرده با توجه به علاقهٔ شخصی اش به به مربی‌گری در والیبال، با شرکت در دوره‌های مختلف، مدارک مربیگری والیبال را تا سطح بین‌المللی اخذ کرد و نخستین تجربه مربی‌گری خود را در تیم نوجوانان بانک تجارت کسب نمود. وی همچنین سابقه مربی‌گری به عنوان دستیار را در تیم‌های پرسپولیس، صنام و صبا باتری را نیز در کارنامه خود دارد و یک سال هم به عنوان دستیار مصطفی کارخانه، به کسب تجربه در این عرصه پرداخت.